# Sorkhānjūb
Sorkhānjūb (persiska: Sorkhānjūb-e ‘Olyā, سُرخانجوبِ عُليا, سرخانجوب) är en ort i Iran.   Den ligger i provinsen Lorestan, i den nordvästra delen av landet, 400 km sydväst om huvudstaden Teheran. Sorkhānjūb ligger 1 844 meter över havet och antalet invånare är 675.
Terrängen runt Sorkhānjūb är varierad.Runt Sorkhānjūb är det ganska tätbefolkat, med 56 invånare per kvadratkilometer. Närmaste större samhälle är Nūrābād, 12,4 km väster om Sorkhānjūb. Trakten runt Sorkhānjūb består till största delen av jordbruksmark.